# Атамурадов, Курбандурды
Курбандурды Атамурадов — советский хозяйственный, государственный и политический деятель, Герой Социалистического Труда.

## Биография
Родился в 1896 году в ауле Гёкже. Член ВКП(б) с 1931 года.
С 1927 года — на хозяйственной, общественной и политической работе. В 1927—1961 годах — председатель колхоза «Гызыл Октябрь», председатель исполкома Байрам-Алийского районного Совета, заместитель председателя Центрального исполнительного комитета Туркменской ССР, народный комиссар социального обеспечения Туркменской ССР, председатель исполкома Туркмен-Калинского районного Совета депутатов трудящихся, директор конторы «Заготживсырьё», председатель колхоза «Красный Октябрь» Туркмен-Калинского района Марыйской области Туркменской ССР.
Указом Президиума Верховного Совета СССР от 14 февраля 1957 года присвоено звание Героя Социалистического Труда с вручением ордена Ленина и золотой медали «Серп и Молот».
Избирался депутатом Верховного Совета СССР 4-го и 5-го созывов.
Умер в 1972 году.